# Prisma lui Taylor
Prisma lui Taylor sau Prisma lui Sanherib este un document sub formă de prismă, confecționată din lut, inscripționată cu analele regelui asirian Senaherib, în care se menționează asediul Ierusalimului, din 701 î.Hr., în timpul domniei regelui Iezechia. Acest eveniment este relatat în mai multe cărți ale Bibliei, inclusiv în Isaia capitolele 33 și 36; 2 Regi 18:17; 2 Cronici 32:9. Acesta lucru este relatat, de asemenea, și de către Herodot.

## Descriere
Prisma conține șase paragrafe de scriere cuneiformă în limba akkadiană. Prisma este de forma hexagonală, confecționată, în timpul domniei lui Sanherib (689 î.Hr.), din lut roșu ars, având o înălțime de 38.0 cm și 14 cm lățime.